# Pteris anopteris
Pteris anopteris là một loài dương xỉ trong họ Pteridaceae. Loài này được Maarten J. M. Christenhusz mô tả khoa học đầu tiên năm 2018.